# Mycalesis bisaltia
Mycalesis bisaltia är en fjärilsart som beskrevs av Hans Fruhstorfer 1911. Mycalesis bisaltia ingår i släktet Mycalesis och familjen praktfjärilar. Inga underarter finns listade i Catalogue of Life.